# Koelcontainer

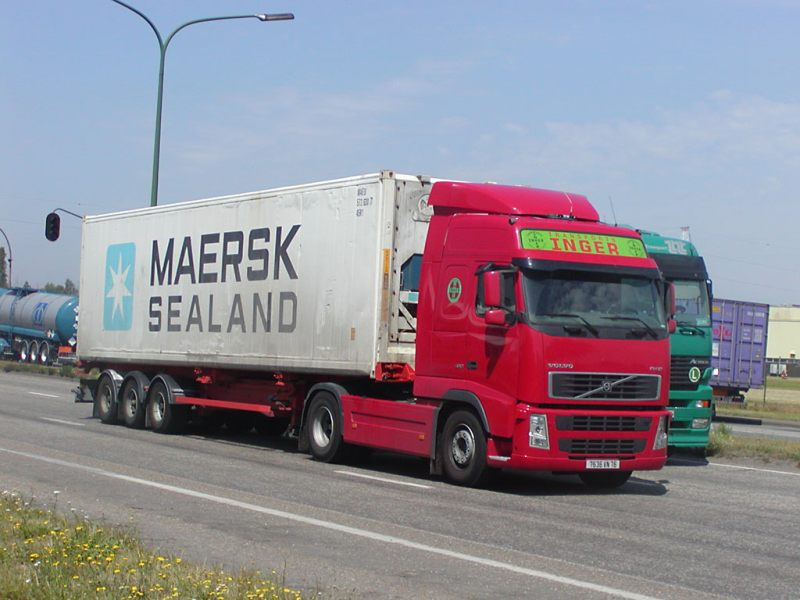
Een koelcontainer op een vrachtwagen

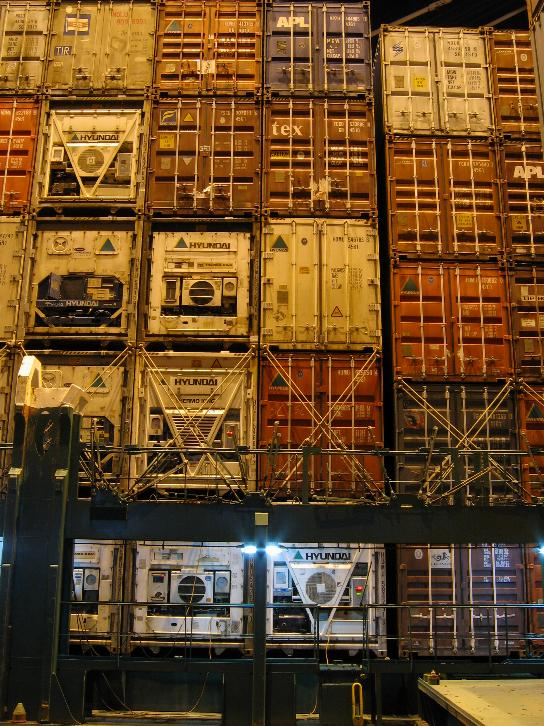
Containers gestockeerd op een containerschip, waarbij de koelaggregaten van de koelcontainers duidelijk te zien zijn

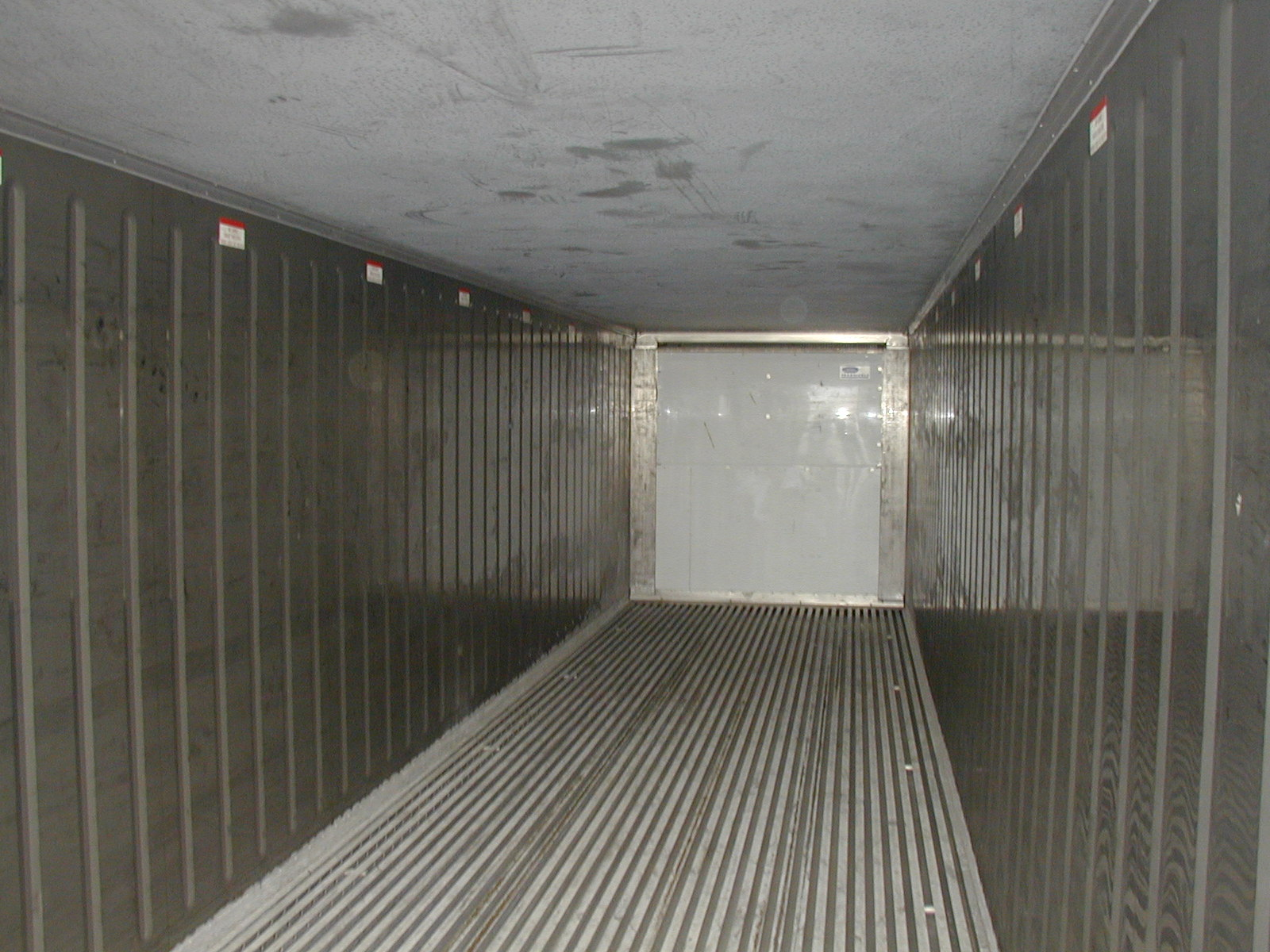
De binnenkant van een koelcontainer

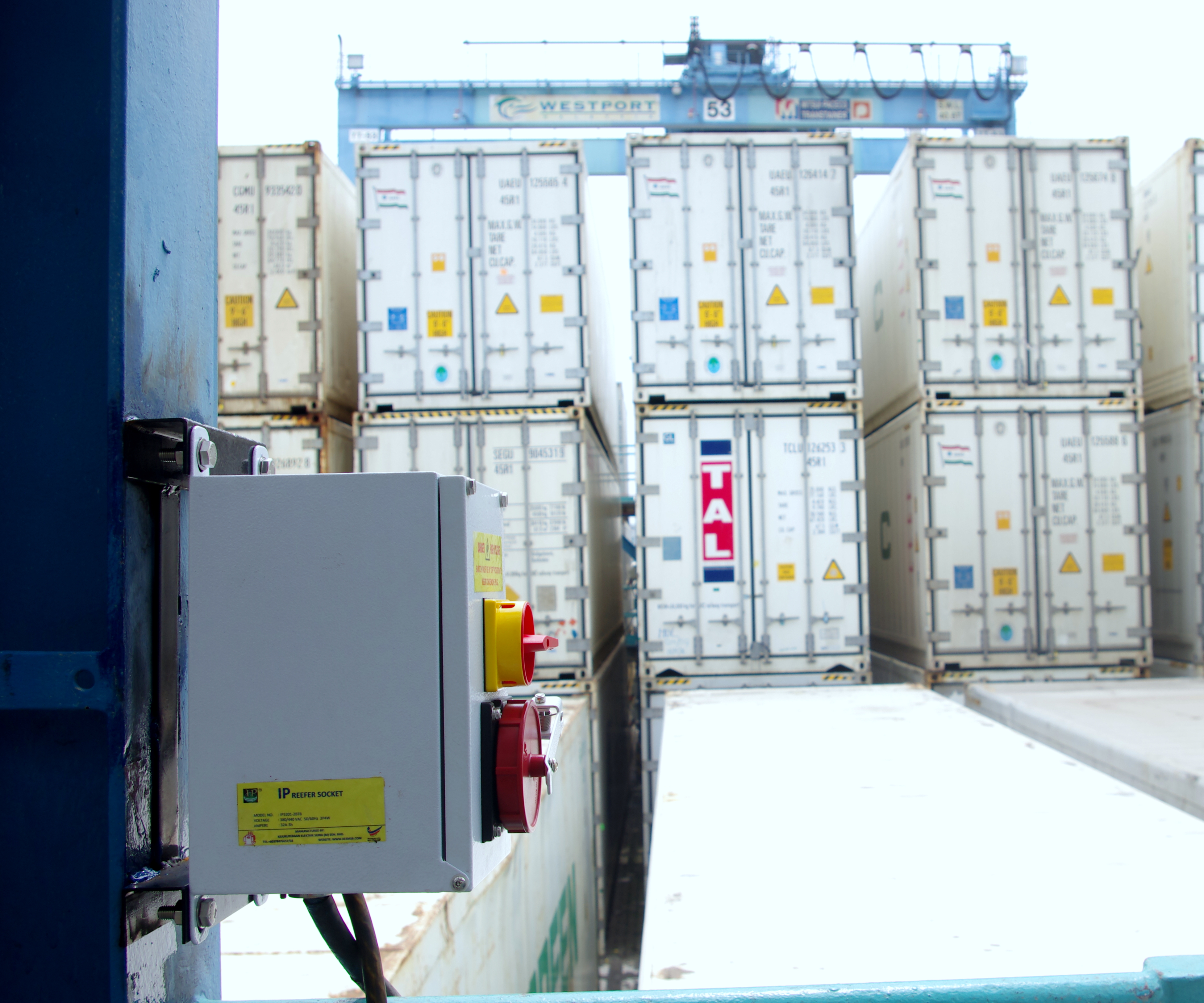
Stopcontacten die gebruikt worden om koelcontainers te voorzien van energie

Een koelcontainer, ook bekend als reefer container, is een type ladingkist dat gebruikt wordt bij goederentransport van temperatuurgevoelige goederen. De impact van de koelcontainer op de handel is groot.

## Aggregaatkoeling
Om de goederen in de koelcontainer bij een bepaalde temperatuur te transporteren bevat deze een koelaggregaat. Die kan verbonden worden met een externe energiebron via een zogenoemd reefer point. Dit is een koppelpunt waar het koelaggregaat wordt aangesloten op een elektrische energiebron, die zich zowel aan de wal als op een schip kan bevinden. Als een koelcontainer via weg of spoorweg getransporteerd wordt kan er een dieselgenerator aan worden gekoppeld, zodat ook dan de temperatuur constant kan worden gehouden. In een koelcontainer kan de temperatuur constant gehouden worden van van −65 °C tot aan 40 °C.
Sommige koelcontainers zijn voorzien van koelaggregaten met waterkoeling. Deze containers behoeven geen ventilatie om warmte te verwijderen en kunnen daardoor onderdeks in het laadruim van een schip geplaatst worden. Koelaggregaten met waterkoeling zijn duurder dan systemen die gebruik maken van luchtverplaatsing. Ze komen daarom steeds minder voor.
Tijdens het transport worden de containers ieder uur voorzien van nieuw gekoelde lucht, bij bevroren goederen 30 à 40 keer en bij groenten en fruit 60 à 80 keer.
Vaak wordt een combinatie van de twee gebruikt, waarbij binnen de container lucht verplaatst wordt tussen de goederen, die met een condensor wordt gekoeld om warmte te verwijderen.

## Cryogeen koelen
Een koelsysteem dat regelmatig toegepast wordt bij kortere transporttijden is cryogeen koelen, waarbij stoffen als vloeibare stikstof of droogijs gebruikt worden om de container te koelen. Deze cryogene stoffen verdampen langzaam, waardoor de container gekoeld wordt. De stoffen zijn meestal aan de buiten de container opgeslagen, slechts de koude damp wordt door de laadkist geblazen. Deze ventilatie wordt elektronisch gemonitord en aangepast aan de temperatuur in de container. De ruimte blijft gekoeld zolang er in het systeem bevroren gas aanwezig is. Al vele jaren wordt dit systeem toegepast, spoorwegkoelcontainers kunnen zo tot 17 dagen op een bepaalde temperatuur worden gehouden.
Terwijl koelcontainers niet veel voorkomen in goederentransport via de lucht, wordt het systeem dat gebruik maakt van droogijs wel frequent toegepast. Deze containers kunnen koel blijven voor een periode van een 100-tal uur.
Containers uitgerust met dit type systeem, die gebruikt worden bij goederenvervoer per schip, kunnen hun temperatuur constant houden voor een periode van 30 dagen. Omdat ze niet afhankelijk zijn van een externe energiebron, kunnen deze containers overal aan boord van een containerschip geladen worden.

## Boventallig koelsysteem

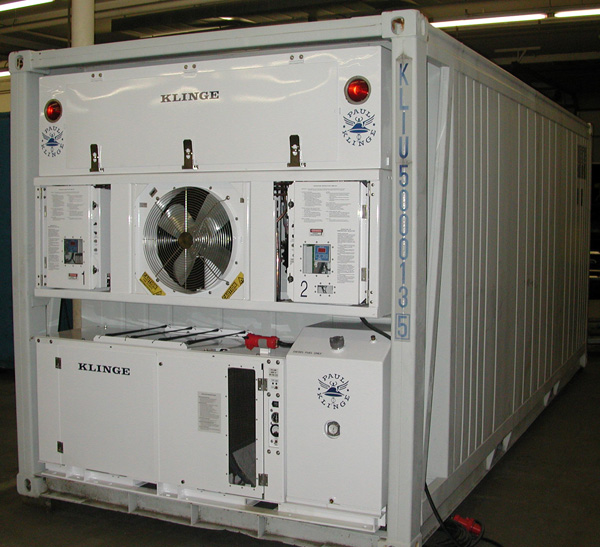
Koelcontainer met twee koelaggregaten en een dieselgenerator als energiebron

Voor kostbare, temperatuurgevoelige of gevaarlijke vracht is een uitermate betrouwbaar koelsysteem noodzakelijk. Dan kan een zogenaamd boventallig koelsysteem worden gebruikt. Dat bevat zowel een primair als een secundair back-up-koelaggregaat. Als de primaire eenheid faalt, slaat de secundaire automatisch aan. Dat vergroot de kans dat de temperatuur van de lading te allen tijde constant blijft. Om ook een constante energiebron te waarborgen zijn deze containers vaak voorzien van een of meerdere dieselgeneratoren.
Containers voorzien van boventallige systemen dienen te voldoen aan de voorschriften voor gevaarlijke goederen opgesteld door de Internationale Maritieme Organisatie (IMO).

## Afmetingen
Koelcontainers zijn er net zoals als gewone goederencontainers in twee afmetingen, de FEU (Forty Feet Equivalent Unit) met een lengte van 40 voet en de TEU (Twenty Feet Equivalent Unit) met een lengte van 20 voet. Voor niet-overzees transport bestaan ook kleinere varianten, afhankelijk van het type transport.